# Stegny (tor łyżwiarski)
Tor łyżwiarski Stegny – odkryty, sztucznie mrożony tor łyżwiarski do łyżwiarstwa szybkiego, zlokalizowany przy ulicy Inspektowej 1 w Warszawie (osiedle Stegny, w dzielnicy Mokotów), na wysokości 82 m n.p.m..
W latach 1953–1977 funkcjonował jako tor naturalny o wymiarach 400 m x 11 m, a w 1979 r. w jego miejscu oddano do użytku tor mrożony sztucznie, wbudowany według projektu architekta Janusza Kalbarczyka (wcześniej panczenisty). Architektami odpowiedzialnymi za zaprojektowanie całego kompleksu sportowego, w skład którego - oprócz toru i lodowiska wewnętrznego - wchodziły również dwa budynki, byli Elżbieta Jankowska (główny architekt), Czesław Molenda, Andrzej Ryba, Zbigniew Cis-Bankiewicz i Franciszek Ukleja z Biura Projektów Budownictwa Komunalnego „Stolica”. Pierwsze zawody testowe zorganizowano na nim w dniach 15–16 grudnia 1979. Tor otrzymał wyróżnienie w konkursie Mister Warszawy 1980. W dniach 30 listopada–1 grudnia 1991 odbyły się na nim zawody Pucharu Świata w łyżwiarstwie szybkim kobiet sezonu 1991/92 (na czterech dystansach: 500 m, 1000 m, 1500 m, 3000 m) i była to pierwsza w historii impreza tej rangi zorganizowana w Polsce.
Obiekt stanowi własność miasta stołecznego Warszawa. Pierwotnie zarządzany był przez Warszawski Ośrodek Sportu i Rekreacji (WOSiR), a następnie przez Stołeczne Centrum Sportu Aktywna Warszawa (SCSAW), będąc jednym z czterech działających sztucznych torów łyżwiarskich w Polsce.

## Łyżwiarstwo szybkie
Na przestrzeni lat na torze Stegny odbyło się wiele zawodów rangi mistrzowskiej.
- Mistrzostwa Polski w Łyżwiarstwie Szybkim na Dystansach 1989
- Mistrzostwa Polski w Łyżwiarstwie Szybkim na Dystansach 1991
- Mistrzostwa Polski w Łyżwiarstwie Szybkim na Dystansach 2003
- Mistrzostwa Polski w Łyżwiarstwie Szybkim na Dystansach 2005
- Mistrzostwa Polski w Łyżwiarstwie Szybkim na Dystansach 2007
- Mistrzostwa Polski w Łyżwiarstwie Szybkim na Dystansach 2008
- Mistrzostwa Polski w Łyżwiarstwie Szybkim na Dystansach 2009
- Mistrzostwa Polski w Łyżwiarstwie Szybkim w Wieloboju 2011